# Villers-Saint-Barthélemy
Villers-Saint-Barthélemy is een gemeente in het Franse departement Oise (regio Hauts-de-France) en telt 485 inwoners (1999). De plaats maakt deel uit van het arrondissement Beauvais.

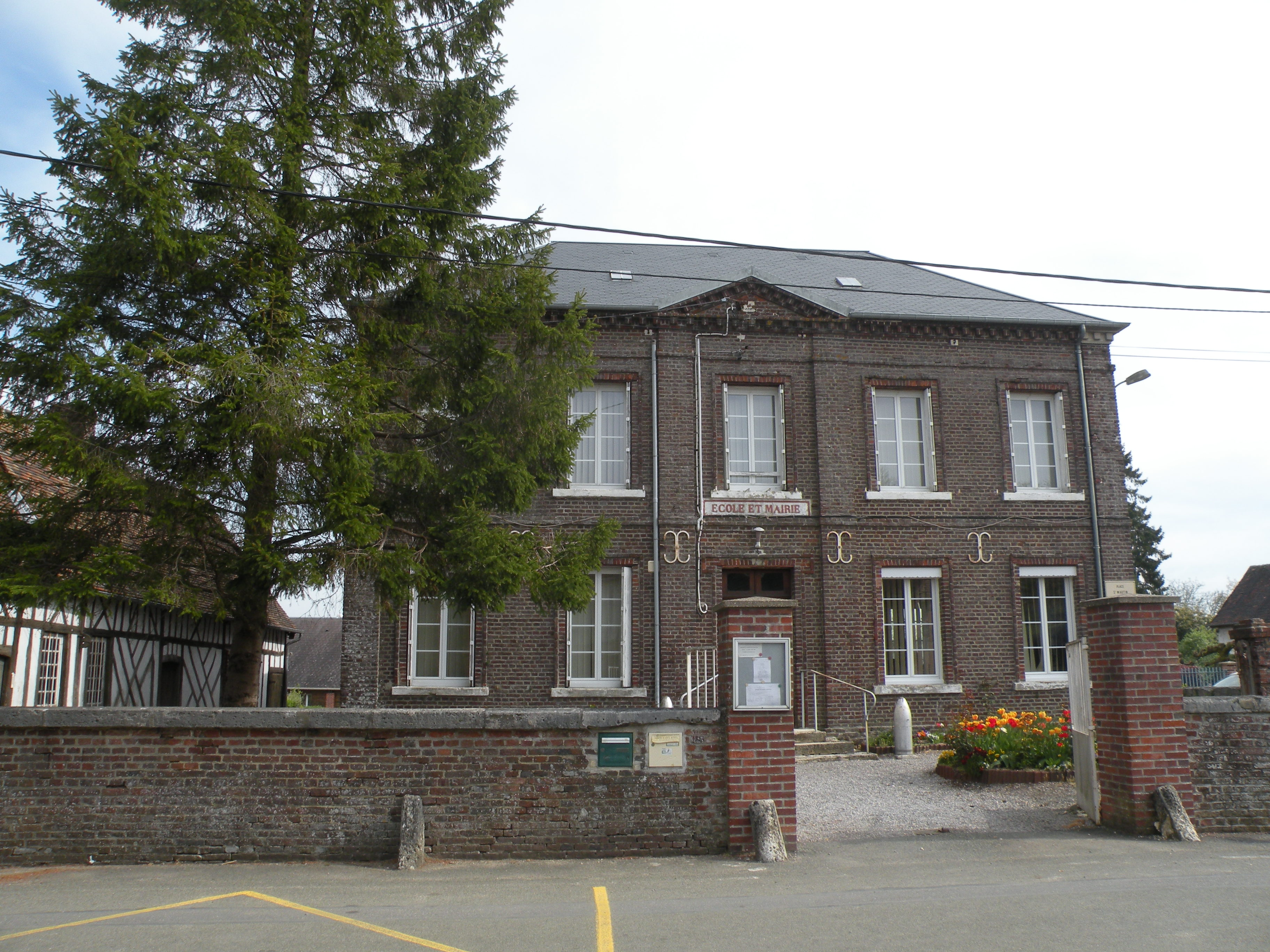
Gemeentehuis
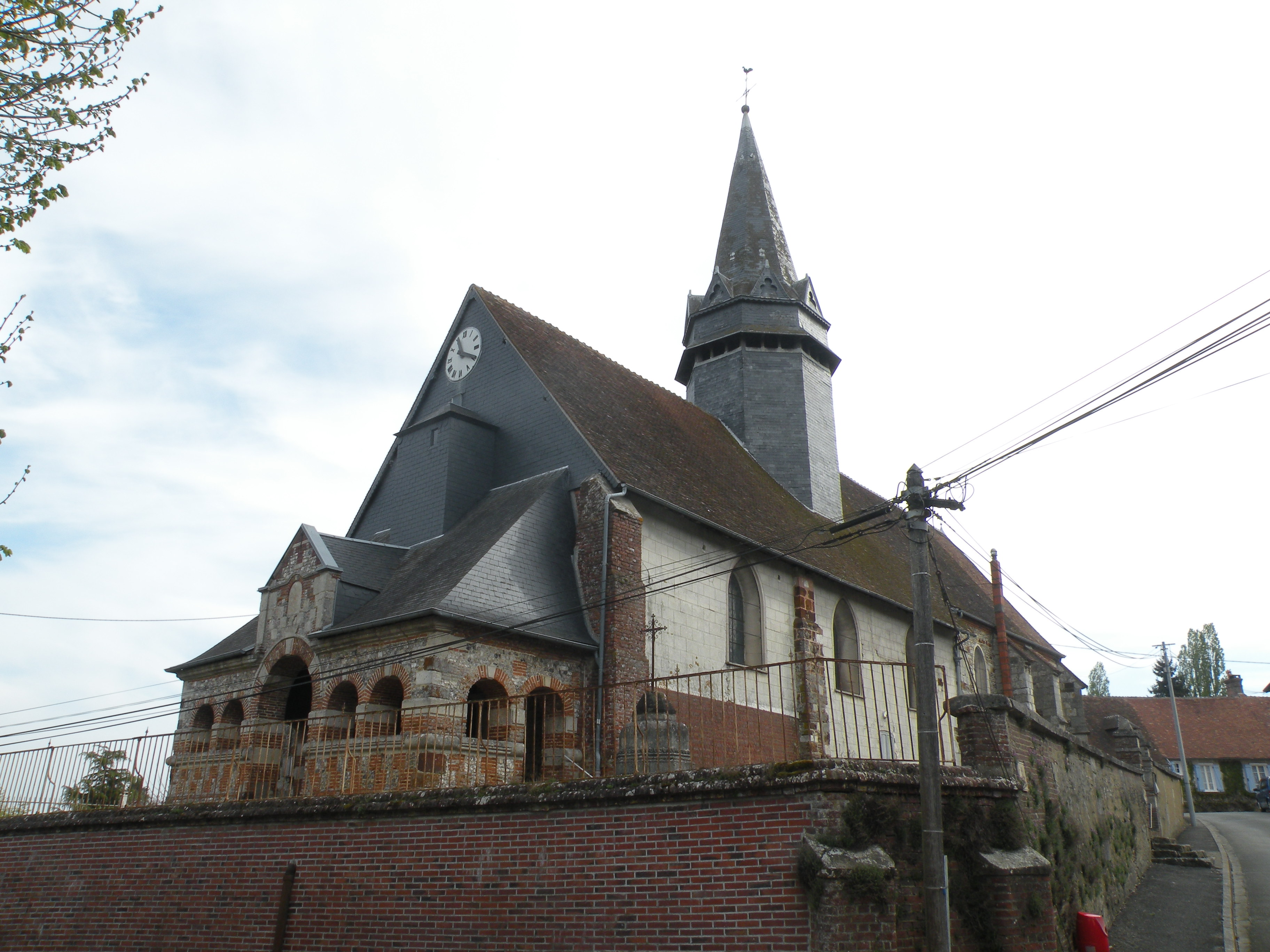
Kerk in Villers-Saint-Barthélemy
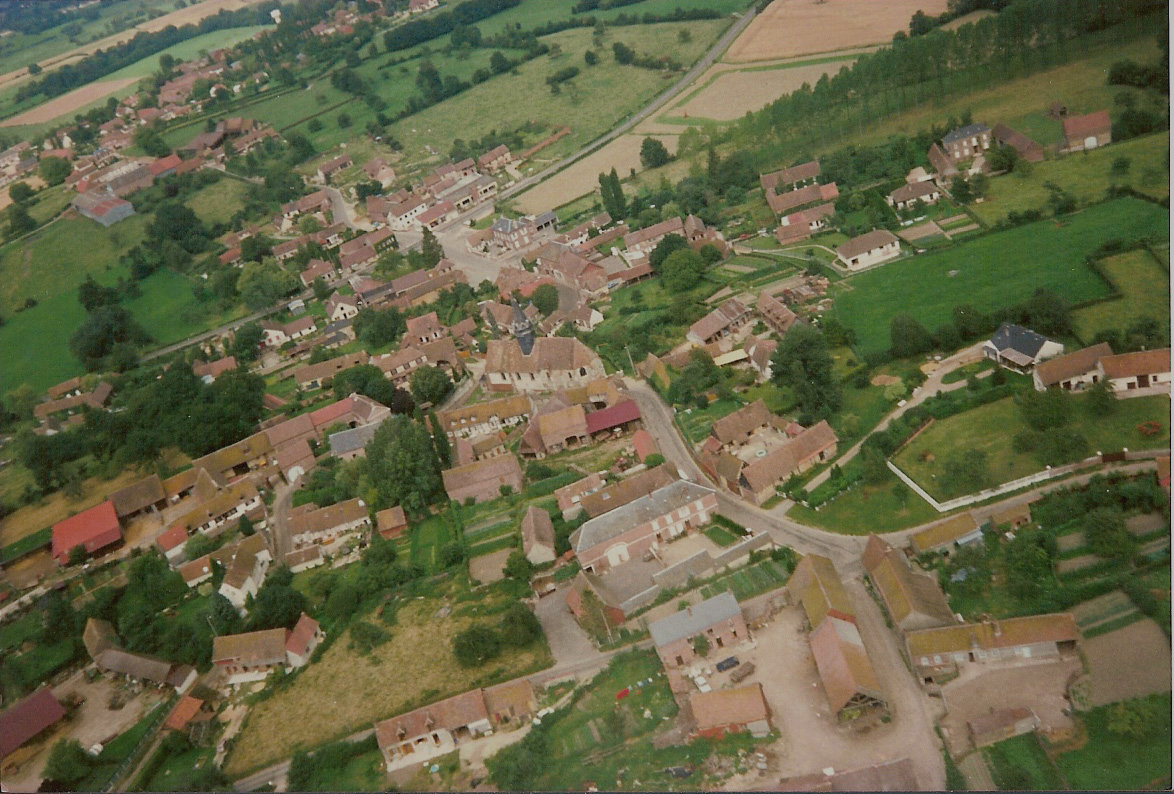
Luchtfoto van Villers-Saint-Barthélemy

## Geografie
De oppervlakte van Villers-Saint-Barthélemy bedraagt 9,9 km², de bevolkingsdichtheid is 49,0 inwoners per km².
De onderstaande kaart toont de ligging van Villers-Saint-Barthélemy met de belangrijkste infrastructuur en aangrenzende gemeenten.

## Demografie
Onderstaande figuur toont het verloop van het inwonertal (bron: INSEE-tellingen).